# Allantula diffusa
Allantula diffusa är en svampart som beskrevs av Corner 1952. Allantula diffusa ingår i släktet Allantula och familjen mattsvampar.   Inga underarter finns listade i Catalogue of Life.